# Pandèmia

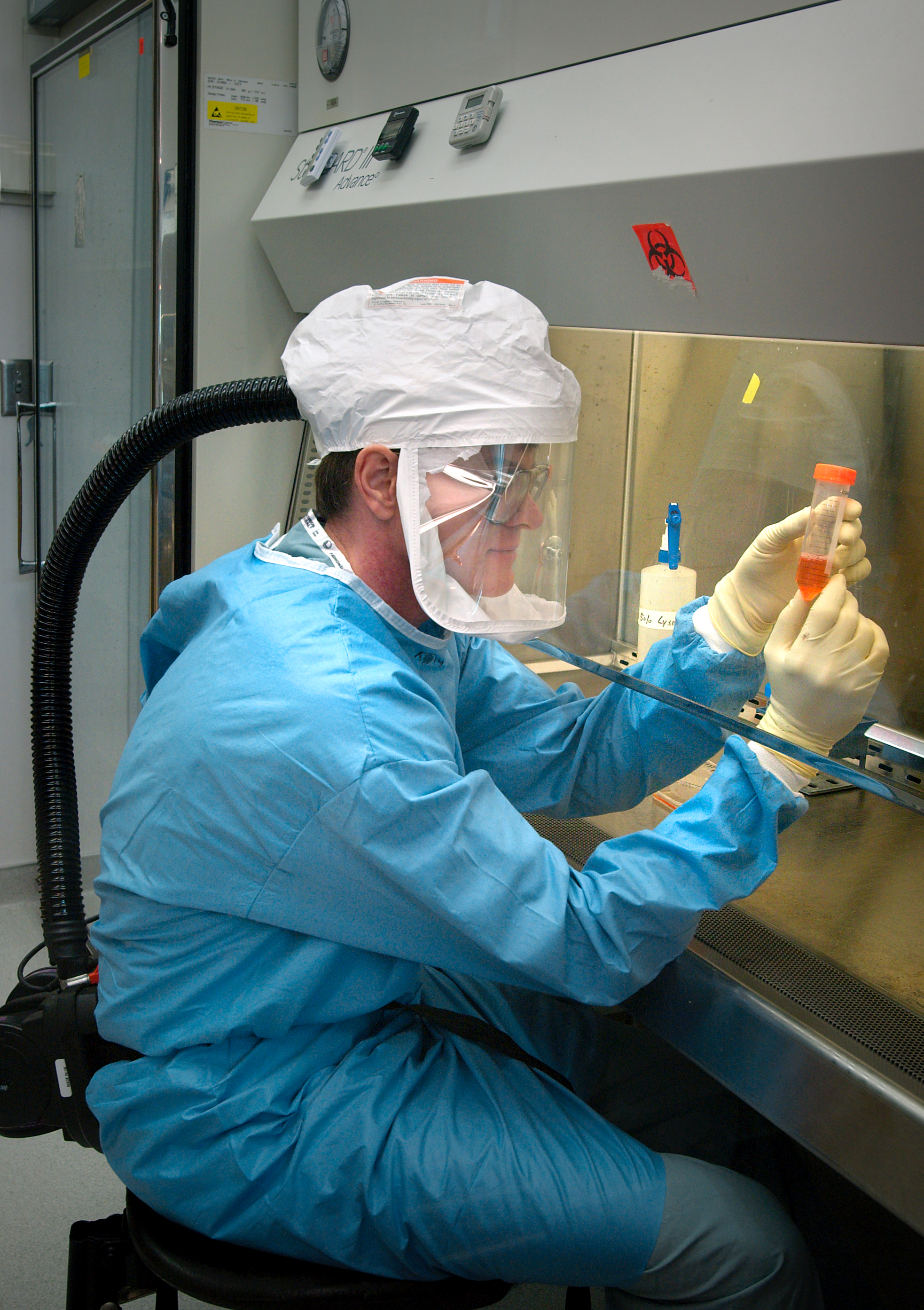
Centre de control de pandèmies

Una pandèmia (del grec πᾶν (pan), "tot", i δῆμος (demos), "poble") és una epidèmia o afectació per una malaltia a persones o animals al llarg d'una àrea geogràficament extensa, sigui un continent o fins i tot el món sencer. Etimològicament parlant hauria de cobrir el món sencer i afectar-nos a tots. És una epidèmia estesa a molts països i que afecta a molts individus del mateix país a la vegada.
Convé dir que el fet que una malaltia presenti una alta mortalitat no necessàriament és una pandèmia. Moltes malalties, com per exemple el càncer, són la causa de mort d'un gran nombre de persones, però no es parla de pandèmia. Perquè una malaltia pugui denominar-se així, aquesta ha de ser transmissible amb rapidesa i ser capaç d'extendre's amb facilitat de llocs allunyats entre si.
Al llarg de la història les conseqüències de les diverses pandèmies han tingut un pes terrible sobre la humanitat. Malalties com la pesta, la verola, el xarampió, la tuberculosi, la malària, el tifus, la lepra, la febre groga, la grip i la COVID-19 han causat epidèmies i pandèmies que han provocat grans davallades entre la població de territoris molt extensos. P. ex. la pandèmia anomenada Pesta Negra començà a principis del s. XIV amb xifres estimades de 75 milions de morts.

## Condicions i fases d'una pandèmia

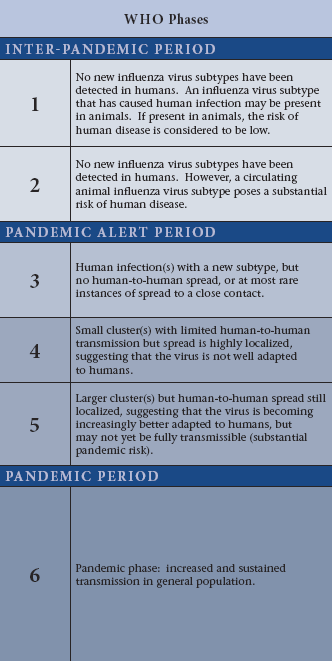
Fases d'alerta de la pandèmia de grip segons l'Organització Mundial de la Salut

L'Organització Mundial de la Salut (OMS) indica que perquè pugui aparèixer una pandèmia, en aquest cas vírica, es necessita:
- Que aparegui un virus nou, que no hagi circulat prèviament i, per tant, no hi hagi població immune a ell.
- Que el virus sigui capaç de produir casos greus de malaltia.
- Que el virus tingui la capacitat de transmetre's de persona a persona de forma eficaç.

Les fases en una pandèmia vírica, segons la OMS, s'estructurarien seguint el següent protocol:
- Fase 1: Es refereix a virus que circula entre els animals però que encara no ha causat cap infecció en els humans
- Fase 2: El virus, que afectava animals domèstics o salvatges, ha contagiat alguna persona, per la qual cosa pot considerar-se una potencial amenaça de pandèmia.
- Fase 3: El virus afecta petits grups de persones i es dona, per primera vegada, la transmissió d'humà a humà, i no només d'animals a humans. Tanmateix, són casos esporàdics i sota determinades circumstàncies.
- Fase 4: El poder del virus per transmetre's entre persones es verifica i és capaç de provocar brots comunitaris. Aquesta situació augmenta significativament el risc de pandèmia. Qualsevol país que sospiti o que verifiqui algun cas s'ha de posar immediatament en contacte amb l'OMS perquè avaluï la situació i coordini la resposta. Aquesta fase indica un important salt en el risc de pandèmia, però no vol dir que inevitablement aquesta s'arribi a produir.
- Fase 5: Es caracteritza per la propagació del virus d'humà a humà en, almenys, dos països d'una mateixa regió. Segons l'OMS, "encara que molts llocs no es vegin afectats, la declaració d'aquesta fase és un signe clar pel qual la pandèmia és imminent i que el temps per posar en marxa totes les mesures necessàries s'acaba".
- Fase 6: La fase pandèmica. El brot de la malaltia s'ha registrat a més països de regions diferents. Arribar a aquest nivell vol dir que la pandèmia ja està activa, ja ha començat. Ja no es pot prevenir, sinó tan sols tractar de controlar-la.

## Pandèmies a l'antiguitat
Hi ha hagut un nombre d'importants pandèmies a la història de la humanitat, totes elles generalment zoonosis que han arribat amb la domesticació d'animals, com per exemple la verola, la diftèria, la grip i la tuberculosi. Hi ha hagut un nombre d'epidèmies particularment importants que mereixen un esment per sobre de la mera destrucció de pobles. Es poden citar:
- Guerra del Peloponès, 430 aC. La febre tifoide va matar la quarta part de les tropes ateneses i una quarta part de la població al llarg de quatre anys de la guerra. Això va afeblir fatalment la preminència d'Atenes, però la virulència absoluta de la malaltia va evitar una major expansió; és a dir, va matar als afectats a un ritme més ràpid del que es podria estendre. La causa exacta de la malaltia va ser desconeguda durant molts anys. El gener de 2006, uns investigadors de la Universitat d'Atenes van analitzar unes dents trobades en una fossa comuna descoberta a la mateixa ciutat, i va confirmar la presència del bacteri responsable de la febre tifoide.[7]
- Pesta antonina, 165-180. Possiblement va ser la verola que arribà amb el soldats que tornaven del Pròxim Orient; va matar una quarta part dels infectats i fins a cinc milions de persones en total. En el moment més actiu d'un segon brot (251-266) es va dir que a Roma morien 5.000 persones al dia.

## Pesta negra

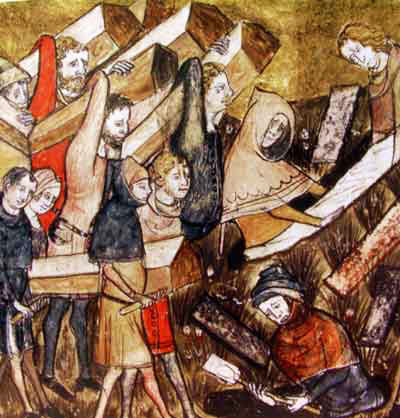
Il·lustració de la pesta negra. "The Chronicles of Gilles Li Muisis" (1272-1352). Bibliothèque royale de Belgique, MS 13076-77, f. 24v.

El primer brot registrat de pesta bubònica va ser la pesta de Justinià, que va estar activa pel Mediterrani entre el 541 i aproximadament l'any 700. Tot va començar a Egipte, i a la primavera següent des d'allà va passar a Constantinoble; segons el cronista romà d'Orient Procopi, causà la mort de 10.000 persones al dia en la seu moment més virulent; probablement va morir el 40% dels habitants de la ciutat. La pesta va arribar a eliminar entre una quarta part i la meitat de la població humana del món occidental. Va causar una caiguda de la població d'Europa d'aproximadament un 50%, entre els anys 550 i 700.
Les grans pandèmies de pesta negra van començar a inicis del segle xiv. El nombre total de morts a tot el món s'estima en uns 75 milions de persones. Vuit-cents anys després de l'últim brot, la pesta bubònica va tornar a Europa. Aparegué a Àsia, i des d'allà, el 1348, la malaltia va arribar al Mediterrani i a l'Europa occidental, probablement a través dels mercaders italians que fugien dels combats de la guerra de Crimea, i en sis anys va matar entre uns 20 i 30 milions d'europeus, un terç de la població total, i fins a la meitat de la població de les zones urbanes més afectades. Aquesta va ser la primera pandèmia d'un cicle europeu d'epidèmies de pesta que es va perllongar fins al segle xviii. Durant aquest període, més d'un centenar d'epidèmies de pesta s'estengueren per Europa. A Anglaterra, per exemple, les epidèmies es mantingueren en cicles de 2 a 5 anys des de 1361 fins al 1480. A la dècada del 1370, la població d'Anglaterra va patir una disminució d'un 50%. La gran pesta de Londres de 1665-66 va ser l'últim gran brot de la plaga a Anglaterra. La malaltia va matar unes 100.000 persones, el 20% de la població de Londres.
A mitjans del segle xix va produir-se l'anomenada tercera pandèmia de pesta bubònica. Va començar a la Xina, i es va escampar a tots els continents habitats; arribà a matar uns 10 milions de persones a l'Índia. Durant aquesta pandèmia, els Estats Units va tenir el seu primer cas de pesta el 1900 a San Francisco. Actualment, encara es troben casos aïllats de la malaltia a l'oest dels Estats Units.

## Pandèmies de còlera

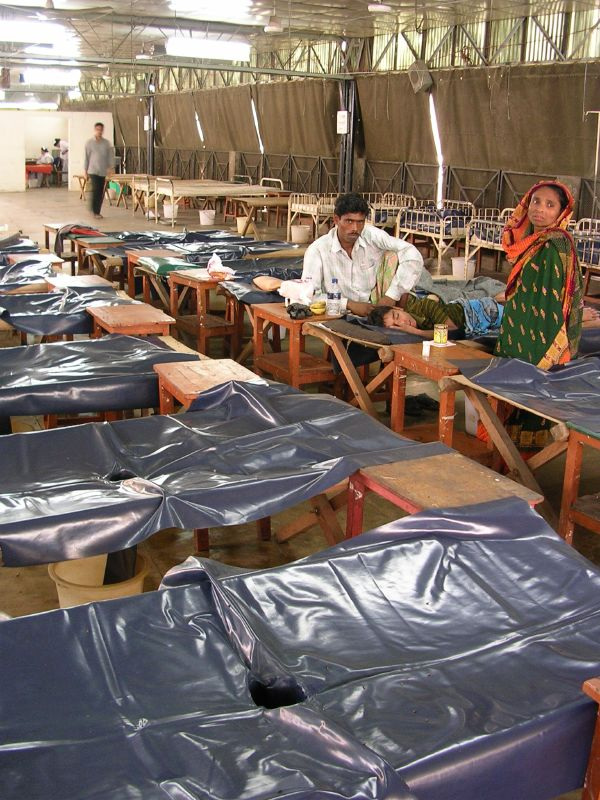
Còlera a l'hospital de Dhaka, que mostra els típics llits per a malalts del còlera.

Hi ha descrites set grans pandèmies de còlera la món:
1. Primera pandèmia (1816-1826). La primera va començar a Bengala, i tot i que prèviament havia quedat restringida al subcontinent indi, cap al 1820 es va expandir per arreu de l'Índia. Uns 10.000 soldats britànics i incomptables civils indis van morir durant la pandèmia.[23] Posteriorment es va estendre fins a la Xina i a Indonèsia –on més de 100.000 persones van morir només a l'illa de Java– i a la mar Càspia, abans de començar a remetre. Els morts a l'Índia entre 1817 i 1860 es calcula que van superar els 15 milions de persones. Uns altres 23 milions de persones van morir entre 1865 i 1917. Les morts a Rússia durant un període similar va superar els 2 milions d'individus.[24]
2. Segona pandèmia (1829-1851). Provinent d'Àsia, primer es va escampar per Rússia i a Hongria (al voltant de 100.000 morts); va estendre's per Alemanya el 1831, i a Londres arribà el 1832 (més de 55.000 persones van morir al Regne Unit),[25] El mateix 1832 s'escampà per França, Canadà (Ontario), i els Estats Units (Nova York);[26] afectà la costa del Pacífic d'Amèrica del Nord el 1834. El 1848, a Anglaterra i Gal·les es va iniciar un brot que durà dos anys i va matar 52.000 persones.[22] Es creu que més de 150.000 nord-americans van morir de còlera entre 1832 i 1849.[27]
3. Tercera pandèmia (1852-1860). Va causar una gran mortalitat especialment a l'Imperi Rus, on va provocar més d'un milió de morts. El 1852, el còlera va afectar l'est d'Indonèsia i més tard, el 1854, va envair la Xina i el Japó. Les Filipines van patir la pandèmia el 1858, i Corea el 1859. El 1859, un brot iniciat a Bengala es va estendre per l'Iran, l'Iraq, Aràbia i Rússia.[28]
4. Quarta pandèmia (1863-1875). Es va difondre principalment a Europa i Àfrica. Almenys 30.000 dels 90.000 pelegrins de la Meca van ser víctimes de la malaltia. El 1866, el còlera va matar 90.000 individus a Rússia.[29] El mateix 1866, hi va haver un brot a Amèrica del Nord que va causar la mort d'uns 50.000 nord-americans.[27]
5. Cinquena pandèmia (1881-1896). L'epidèmia de 1883-1887 provocà 250.000 morts a Europa i almenys 50.000 a tota Amèrica. El còlera causà 267.890 morts a Rússia (1892),[30] 120.000 a Espanya,[31] 90.000 al Japó i 60.000 a Pèrsia. El 1892, la còlera contaminà el subministrament d'aigua d'Hamburg i va causar 8.606 morts.[32]
6. Sisena pandèmia (1899-1923). Va tenir un efecte menor a Europa a causa dels avenços en salut pública, però a Rússia va ser greu, amb més de 500.000 víctimes que van morir a causa de la malaltia durant el primer quart del segle xx.[33] Aquesta sisena pandèmia causà la mort a més de 800.000 persones a l'Índia, i entre el 1902 i el 1904 va provocar més de 200.000 morts a les Filipines.[34] Entre finals del segle xix i l'any 1930 es van registrar 27 d'epidèmies durant els pelegrinatges a la Meca, i més de 20.000 pelegrins van morir de còlera durant el hajj de 1907 i 1908.[35]
7. Setena pandèmia (1962-66). Va començar a Indonèsia, i va arribar a Bangladesh el 1963, a l'Índia el 1964, i a l'URSS el 1966. Era un tipus de còlera anomenat El Tor, una soca de Vibrio cholerae identificada per primer cop el 1905 a El Tor, a la península del Sinaí.

## Pandèmies de grip

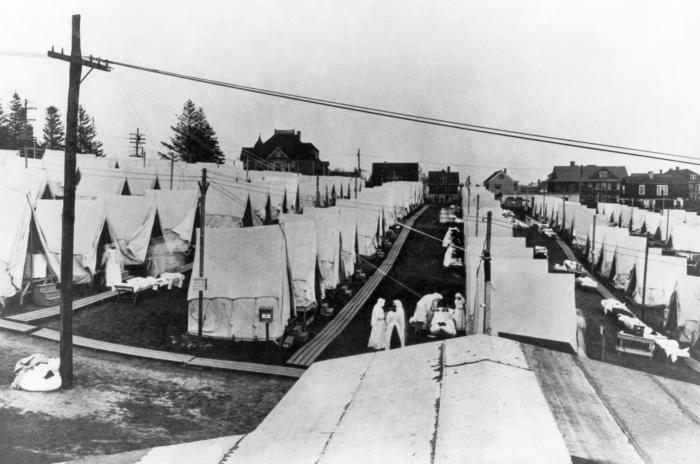
Pandèmia de grip espanyola de 1918

El metge grec Hipòcrates, el "pare de la medicina", descrigué per primera vegada la grip l'any 412 aC. La primera pandèmia de grip es va registrar el 1580 i des d'aleshores, les pandèmies de grip tenen lloc cada 10 a 30 anys.
La "grip asiàtica", 1889-1890, va ser el primer informe el maig de 1889, a Bukhara, Uzbekistan. A l'octubre, havia arribat a Tomsk i al Caucas. Es va estendre ràpidament i va colpejar a l'oest d'Amèrica del Nord el desembre de 1889, Amèrica del Sud al febrer-abril de 1890, a l'Índia, el febrer-març de 1890, i a Austràlia, al març-abril de 1890. Va ser suposadament causada pel tipus H2N8 del virus de la grip. Va tenir un atac molt alt i la taxa de mortalitat. A prop d'1 milió de persones van morir en aquesta pandèmia."

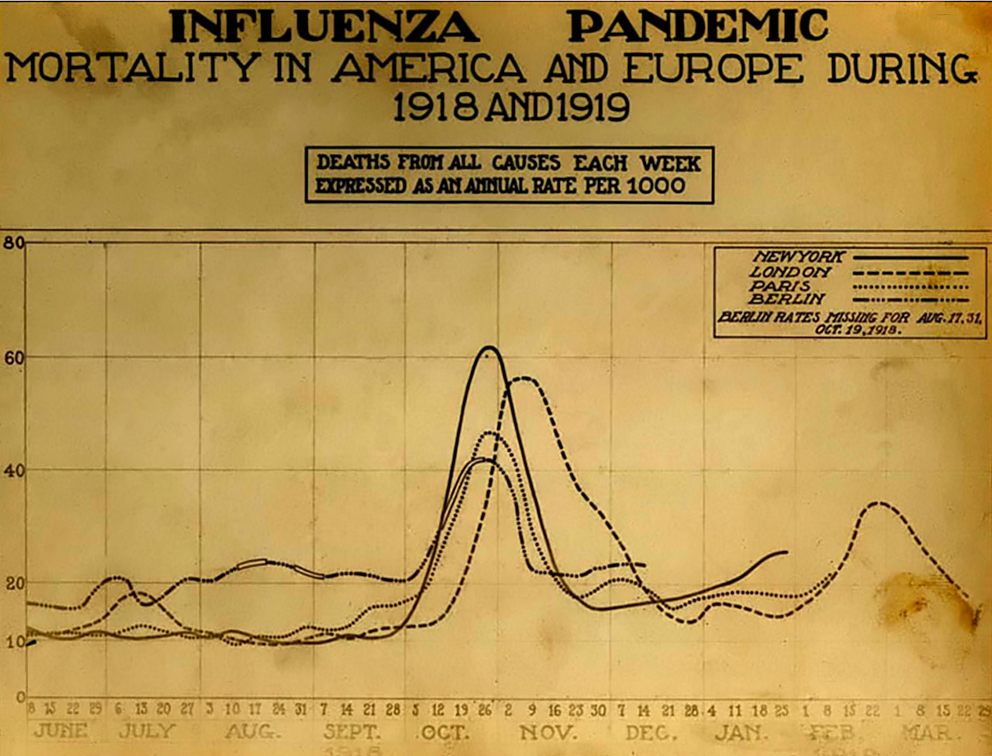
Morts per grip espanyola durant els anys 1918 i 1919

La grip espanyola (1918-1919), va ser identificada per primera vegada a principis de març de 1918 entre les tropes dels Estats Units a Funston, a Kansas. L'octubre de 1918, s'havia estès per convertir-se en una pandèmia de distribució mundial, arribant a tots els continents, i eventualment s'estima que va infectar un terç de la població mundial (o ≈ 500 milions de persones). Inusualment activa i mortal i virulenta, va acabar gairebé tan ràpidament com va començar, desapareixent per complet en 18 mesos. En sis mesos, uns 50 milions de morts, Algunes estimacions calculen que el total de morts a tot el món en més de dues vegades aquest nombre. S'estima que 17 milions de persones van morir a l'Índia, 675.000 als Estats Units, i 200.000 a el Regne Unit. El virus va ser reconstruït recentment pels científics en l'estudi dels CDC i es conserva pel permafrost d'Alaska. Es va identificar com un tipus de virus H1N1.
La grip asiàtica (1957-1958) era causada per un virus H2N2 va provocar unes 70.000 morts als Estats Units. Identificada per primera vegada a la Xina a finals de febrer de 1957, la grip asiàtica va arribar als Estats Units el juny de 1957. Va causar prop de 2 milions de morts a nivell mundial.
La grip de Hong Kong, (1968-1969), identificada com a H3N2. Va provocar la mort d'unes 34.000 persones als Estats Units. Aquest virus va ser detectat per primera vegada a Hong Kong a principis de 1968, i es va estendre als Estats Units a finals d'aquest any. En aquests dos anys van morir al voltant d'un milió de persones a tot el món. El virus A (H3N2) encara circula avui en dia.

## Pandèmies de tifus i febre tifoide

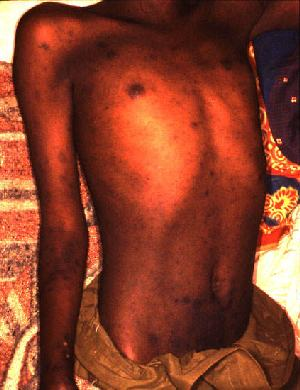
Malalt de tifus a Burundi

El tifus, a vegades anomenat "febre del camp", a causa del seu patró de la crema en temps de conflicte. (També és coneguda com a "febre de la presó" i la "febre de vaixell", pels seus hàbits escampant-se àmpliament en espais petits, com ara presons i els vaixells.) Emergents durant les Croades, va tenir el seu primer impacte a Europa el 1489, a Espanya. Durant els enfrontaments entre els espanyols cristians i els musulmans a Granada, els espanyols van perdre 3.000 els ferits de guerra, i 20.000 per al tifus. El 1528, els francesos van perdre 18.000 efectius a Itàlia, i va perdre la supremacia a Itàlia als espanyols. El 1542, 30.000 soldats van morir de tifus, mentre que la lluita contra els otomans als Balcans.
Durant la Guerra dels Trenta Anys (1618-1648), un estimat de 8 milions d'alemanys van ser exterminats per la pesta bubònica i la febre tifoide. La malaltia també va tenir un paper important en la destrucció de la Grande Armée de Napoleó a Rússia el 1812. Felix Markham pensa que 450.000 soldats van creuar el Neman el 25 de juny de 1812, dels quals menys de 40.000 van tornar a creuar en alguna cosa així com una formació militar recognoscibles.
A principis de 1813, Napoleó va formar un nou exèrcit de 500.000 per a reemplaçar les pèrdues de Rússia. En la campanya d'aquest any més de 219.000 soldats de Napoleó van morir a causa del tifus. El tifus també va ser important en la mortalitat durant la fam irlandesa. Durant la Primera Guerra Mundial, les epidèmies de tifus van matar més de 150.000 a Sèrbia. Hi havia al voltant de 25 milions d'infeccions i 3 milions de morts per epidèmia de tifus a Rússia des de 1918 fins a 1922. El tifus també va matar nombrosos presoners en els camps de concentració nazis i soviètics dels campaments de presoners de guerra durant la Segona Guerra Mundial. Més de 3,5 milions de presoners de guerra soviètics van morir a la presó nazi de 5,7 milions de persones que hi estaven concentrats.

## Verola, xarampió i tuberculosi

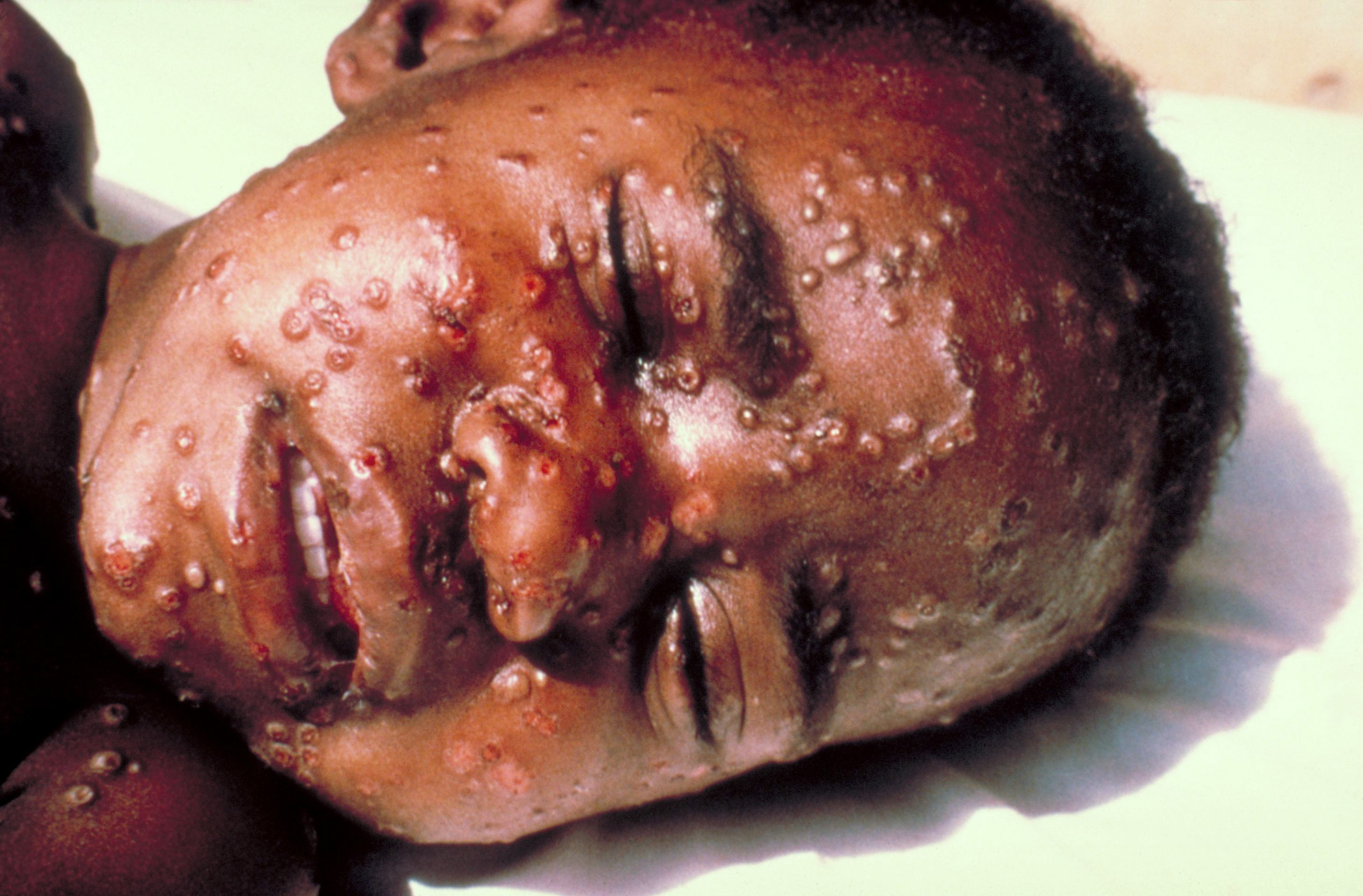
Nen amb verola

La verola és una malaltia altament contagiosa causada per un virus. El desenvolupament de grans epidèmies van matar anualment uns 400.000 europeus a finals del segle xviii. Durant el segle xx, s'estima que la verola va ser la responsable de la mort d'entre 300 i 500 milions de persones. A principis de 1950, es va estimar que anualment es produïen al món uns 50 milions de casos de verola. Després de les campanyes de vacunació iniciades al segle xix i desenvolupades especialment al segle xx, el desembre de 1979 l'OMS va certificar l'erradicació de la verola. Actualment, la verola és l'única malaltia infecciosa dels éssers humans que ha estat completament eliminada.
El xarampió, ha estat una malaltia molt freqüent a tot el món, ja que és altament contagiosa. Segons el Programa Nacional d'Immunització, als 15 anys, el 90% de persones estaven infectades pel xarampió. Abans que la vacuna fos introduïda el 1963, hi havia una estimació anual d'entre 3 i 4 milions de casos als EUA. En els darrers 150 anys, el xarampió s'ha estimat que han matat prop de 200 milions de persones a tot el món. Més concretament, l'any 2000 el xarampió va matar unes 777.000 a tot el món, i es calculen uns 40 milions de casos de xarampió a nivell mundial aquell mateix any.
El xarampió és una malaltia endèmica, el que significa que ha estat contínuament present en una comunitat, i moltes persones desenvolupen resistències. En les poblacions que no han estat exposades al xarampió, l'exposició a una malaltia nova pot ser devastadora. El 1529, un brot de xarampió aparegut a Cuba, va matar dos terços dels indígenes que havien sobreviscut a la verola. La malaltia havia fet estralls a Mèxic, Amèrica Central, i a la civilització inca.

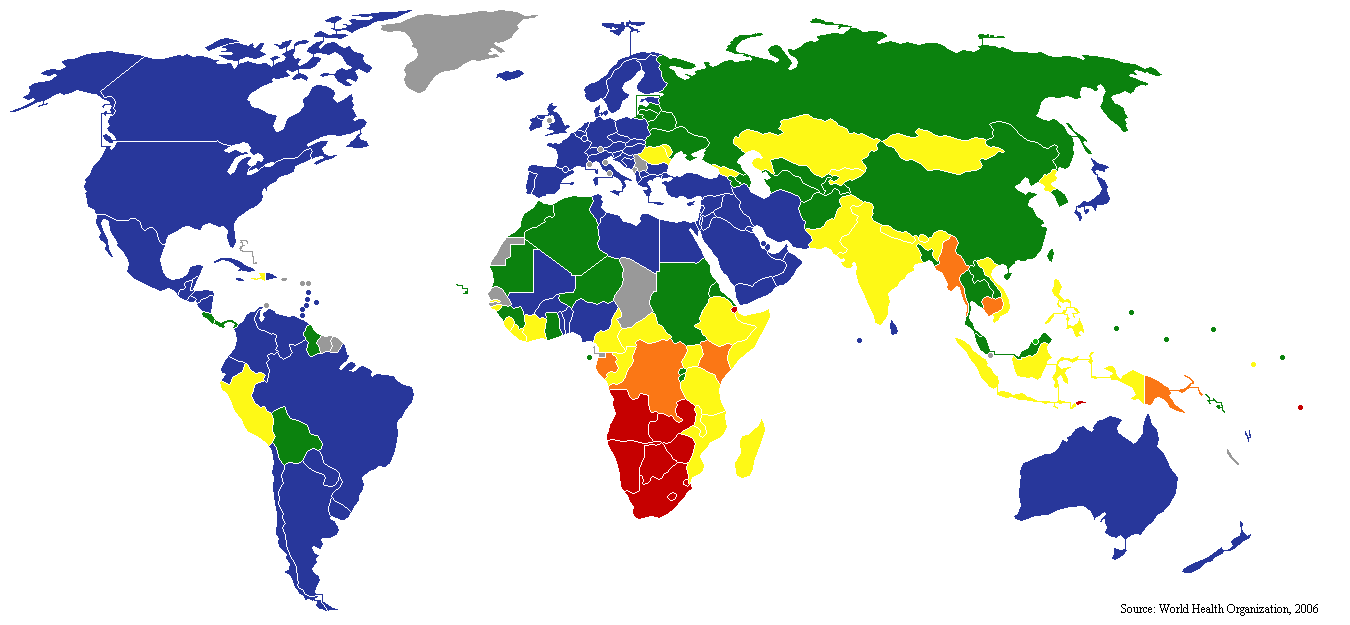
Incidència de la tuberculosi al món.
Casos per cada 100.000 habitants (2006): En vermell, 300; en taronja (200–300); en groc (100–200); en verd (50–100); en blau (< 509); en gris (desconegut).

La tuberculosi ha estat, i està molt estesa; un terç de la població actual del món ha estat infectada pel Mycobacterium tuberculosi, i les noves infeccions es produeixen a un ritme d'una persona per segon. Aproximadament una de cada deu d'aquestes infeccions latents, sovint, progressen i es presenten en forma de la malaltia activa que, si no es tracta, pot arribar a matar més de la meitat dels afectats. Cada any, 8 milions de persones emmalalteixen de tuberculosi, i 2 milions de persones moren al món a causa de la malaltia.
Al llarg del segle xix, la tuberculosi va matar aproximadament una quarta part de la població adulta d'Europa, i el 1918 un de cada sis morts a França encara ho eren per l'acció de la tuberculosi. Al segle xix, entre el 70% i el 90% de la població urbana d'Europa i Amèrica del Nord estaven infectats amb M. tuberculosi, i aproximadament el 40% de la classe treballadora de les ciutats van morir per tuberculosi. Durant el segle xx, la tuberculosi va matar a prop de 100 milions de persones. La tuberculosi és encara un dels problemes de salut més importants en el món en vies de desenvolupament.

## Lepra, malària i febre groga

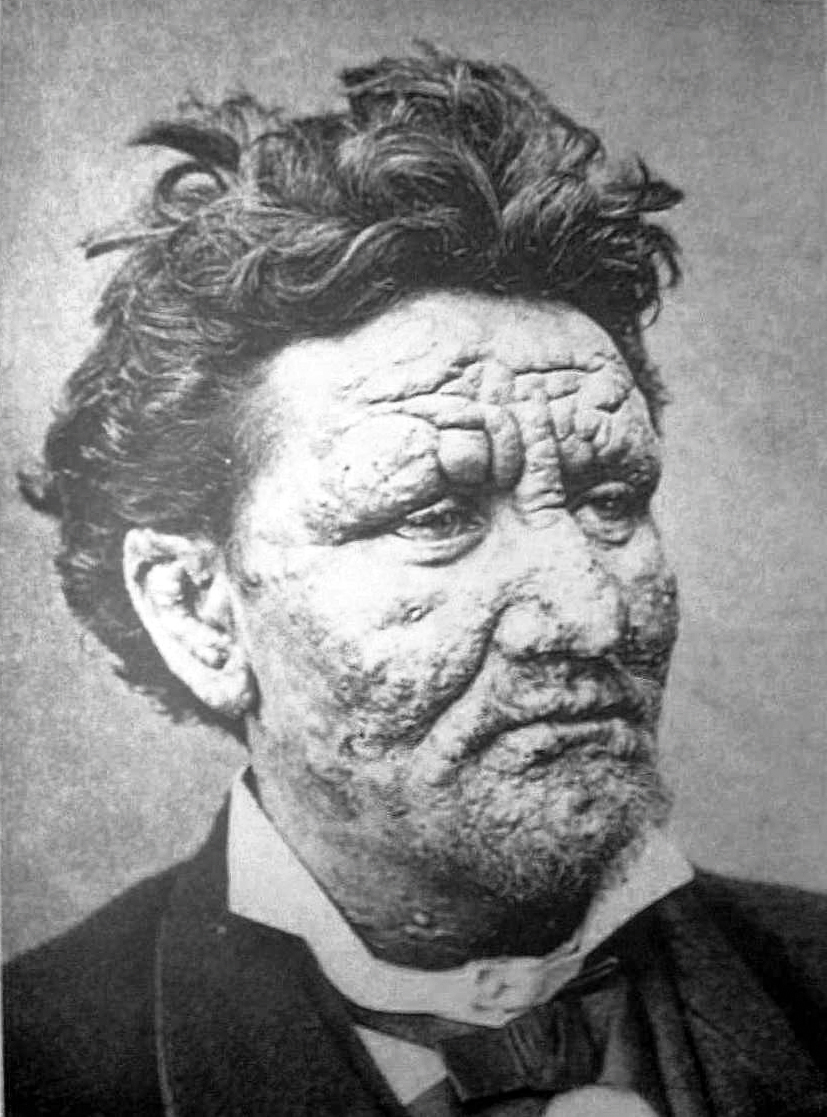
Home de 24 anys amb lepra

La lepra, també és coneguda com a malaltia de Hansen, és una malaltia crònica amb un període d'incubació de fins a cinc anys. És causada pel bacil Mycobacterium leprae. Actualment és més fàcil de combatre; des de 1985, 15 milions de persones a tot el món s'han curat de la lepra. Segueix estant força activa; l'any 2002 es van detectar 763.917 nous casos, i s'estima que hi ha entre un i dos milions de persones discapacitades de manera permanent a causa de la lepra. Històricament, la lepra ha afectat a les persones, com a mínim des de l'any 600 aC, i ja era ben coneguda a les antigues civilitzacions de la Xina, Egipte i l'Índia. A l'alta edat mitjana, a Europa occidental hi va haver un brot sense precedents de lepra. A l'edat mitjana van sorgir nombroses leproseries i hospitals de leprosos. Matthew Paris estima que a principis del segle xiii hi havia 19.000 institucions d'aquestes a tot Europa.

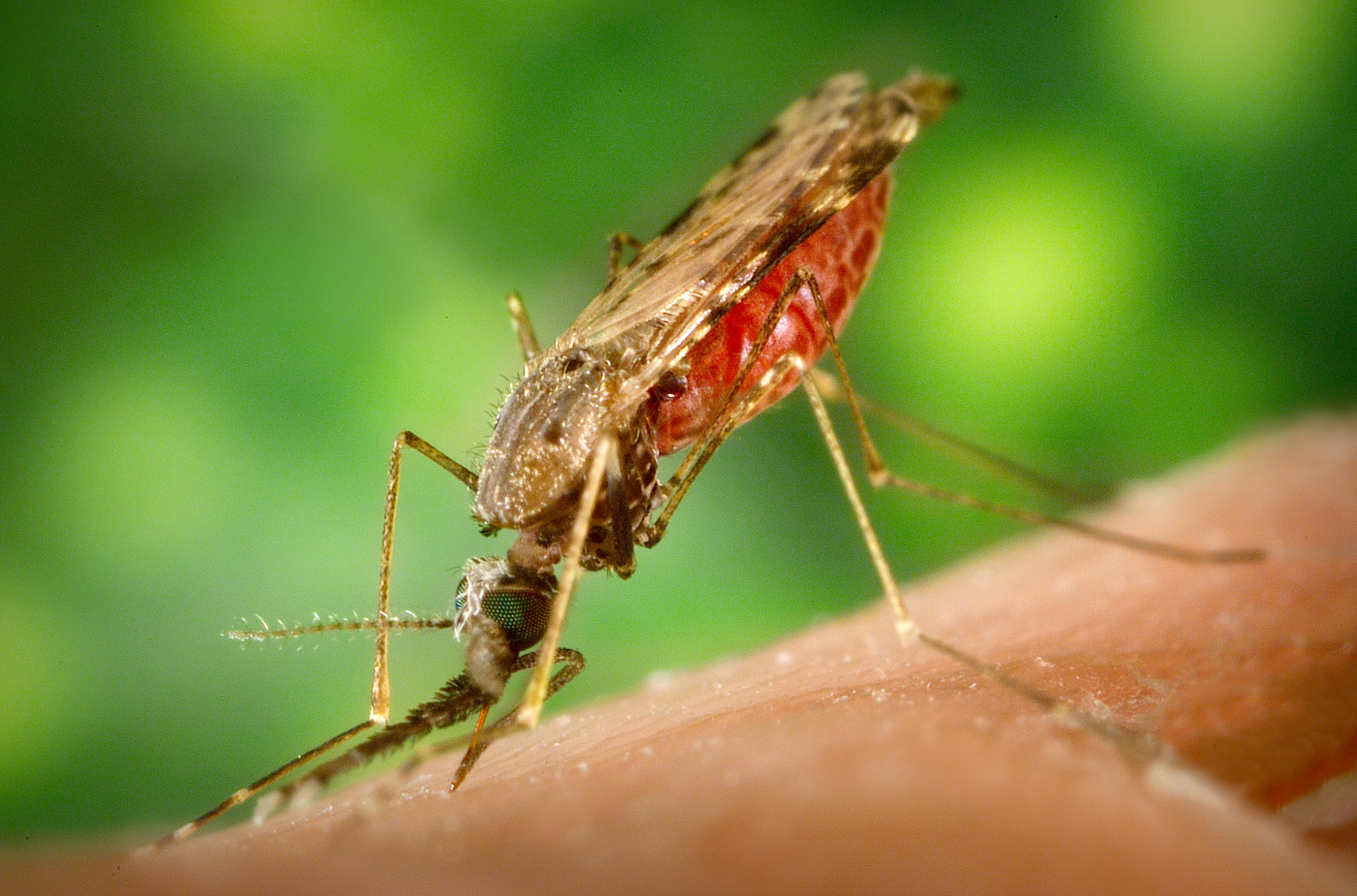
Mosquit Anopheles albimanus alimentant-se sobre un braç humà. Aquest mosquit és vector de la malària i el control dels mosquits és una manera molt eficaç de reduir la incidència de la malaltia.

La malària és una malaltia molt estesa a les regions tropicals i subtropicals, incloent parts d'Amèrica, Àsia i Àfrica. Cada any, hi ha aproximadament entre 350 i 500 milions de casos de malària. Al segle xxi, la resistència als medicaments constitueix un problema creixent en el tractament de la malària, ja que la resistència és força habitual en totes les classes de tractaments contra la malaltia, amb l'excepció de l'artemisina. La malària era comuna a la major part d'Europa i Amèrica del Nord, però actualment no s'han detectat casos. La seva transcendència com a factor social ha portat a creure que aquesta malaltia podria haver contribuït a la caiguda de l'Imperi Romà; era tan habitual que es va arribar a denominar "febre romana". Quan Plasmodium falciparum va ser portat a Amèrica, de la mà del comerç d'esclaus africans, es va convertir en una amenaça real per als colons i també per als pobles indígenes. La malària va devastar la colònia de Jamestown (Virgínia) i periòdicament van arrasar el sud i el centre oest. El 1830 havia arribat a la costa nord-oest del Pacífic. Durant la Guerra Civil dels Estats Units, hi havia més de 1.200.000 casos de malària entre els soldats dels dos bàndols. El 1930, al sud dels EUA seguien apareixent milions de casos de malària.

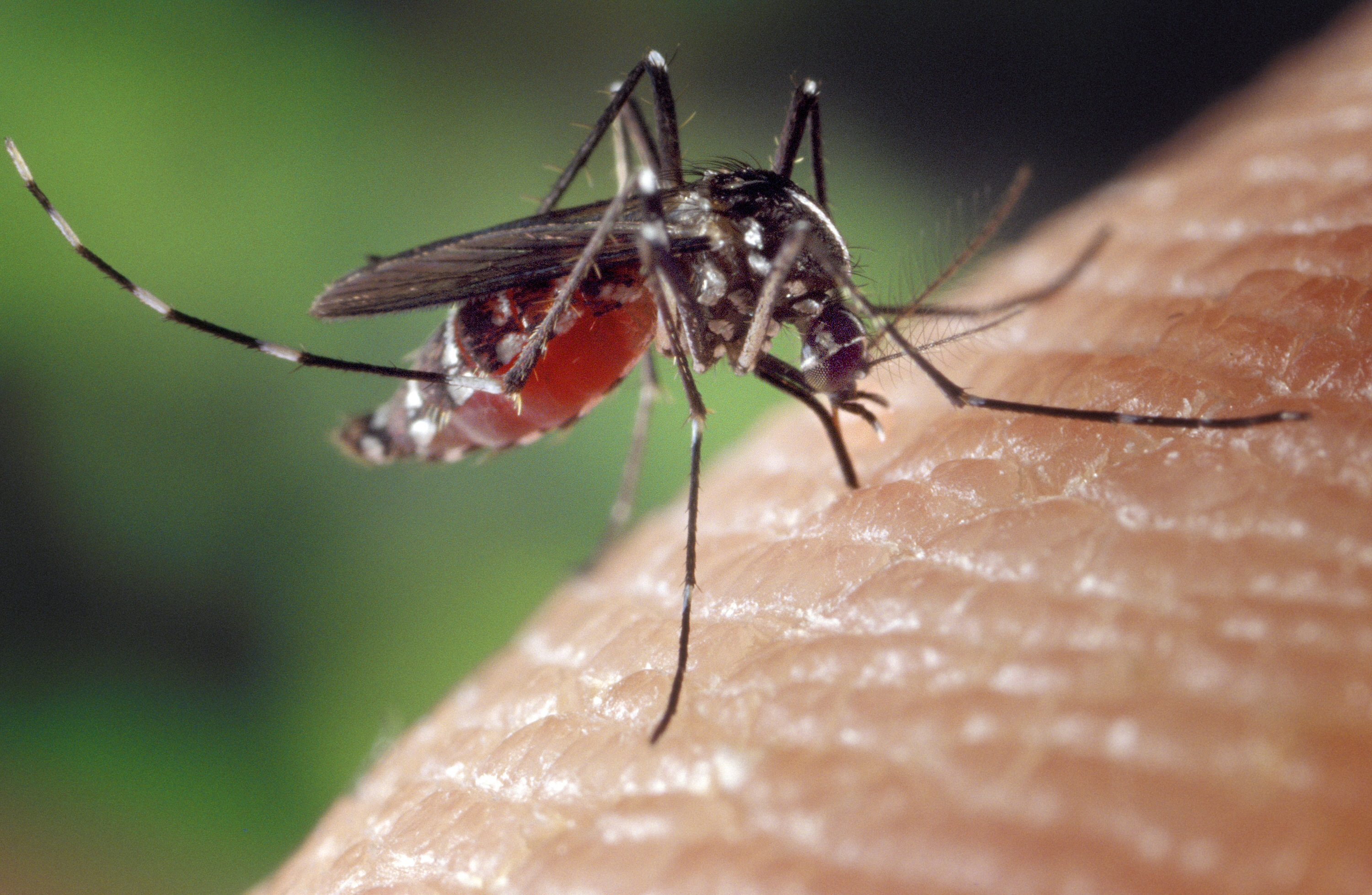
Aedes aegypti, el principal transmissor del virus de la febre groga

La febre groga ha estat la causa de diverses epidèmies devastadores. A l'època colonial, es coneixia a l'Àfrica Occidental com "la tomba de l'home blanc" a causa de les morts per malària i febre groga. Els orígens evolutius de la febre groga es troben probablement a l'Àfrica. Es creu que el virus es va originar a l'Àfrica central o oriental i es va estendre des d'allà a l'Àfrica occidental. El virus, així com el mosquit Aedes aegypti, probablement el desencadenant, van arribar a Amèrica del Sud amb vaixell amb posterioritat al 1492. El primer brot de la malaltia a Amèrica va aparèixer el 1648 al Yucatán, on la malaltia es denomina xekik (vòmit negre). Almenys s'han comptabilitzat 25 brots importants seguits. Ciutats tan al nord com Nova York, Filadèlfia i Boston van patir diverses epidèmies. El 1793, la major epidèmia de febre groga de la història dels Estats Units va matar unes 5.000 persones a Filadèlfia, aproximadament el 10% de la població. Gairebé la meitat dels habitants havien fugit de la ciutat, incloent'hi el president George Washington.
També es van produir brots importants a Europa; per exemple, el del 1821 a Barcelona amb uns quants milers de víctimes. Aproximadament 300.000 persones es creu que van morir de febre groga a Espanya durant el segle xix. El 1878, al voltant de 20.000 persones van morir en una epidèmia a la vall del riu Mississipi i l'últim gran brot als EEUUA es va produir el 1905 a Nova Orleans. Carlos Finlay, un metge cubà i científic, va proposar per primera vegada el 1881 que la febre groga pot ser transmesa pels mosquits en lloc de contacte humà directe.
Cal citar també alguna pandèmia d'origen incert. Hi ha una sèrie de malalties, que són molt greus, però que actualment han desaparegut, de manera que la seva etiologia no pot ser establerta amb precisió; s'ha especulat amb diverses malalties com la grip o provocades per hantavirus. Un exemple és la sweating sickness (suor anglesa, sudor anglicus o pestis sudorosa) que aparegué a Anglaterra al segle xvi. Afectava la població i era més temuda, fins i tot, que la pesta bubònica. És una malaltia encara desconeguda. No atacava als nadons ni als nens petits, i afectava principalment als membres del sexe masculí.

## Efectes de la colonització europea

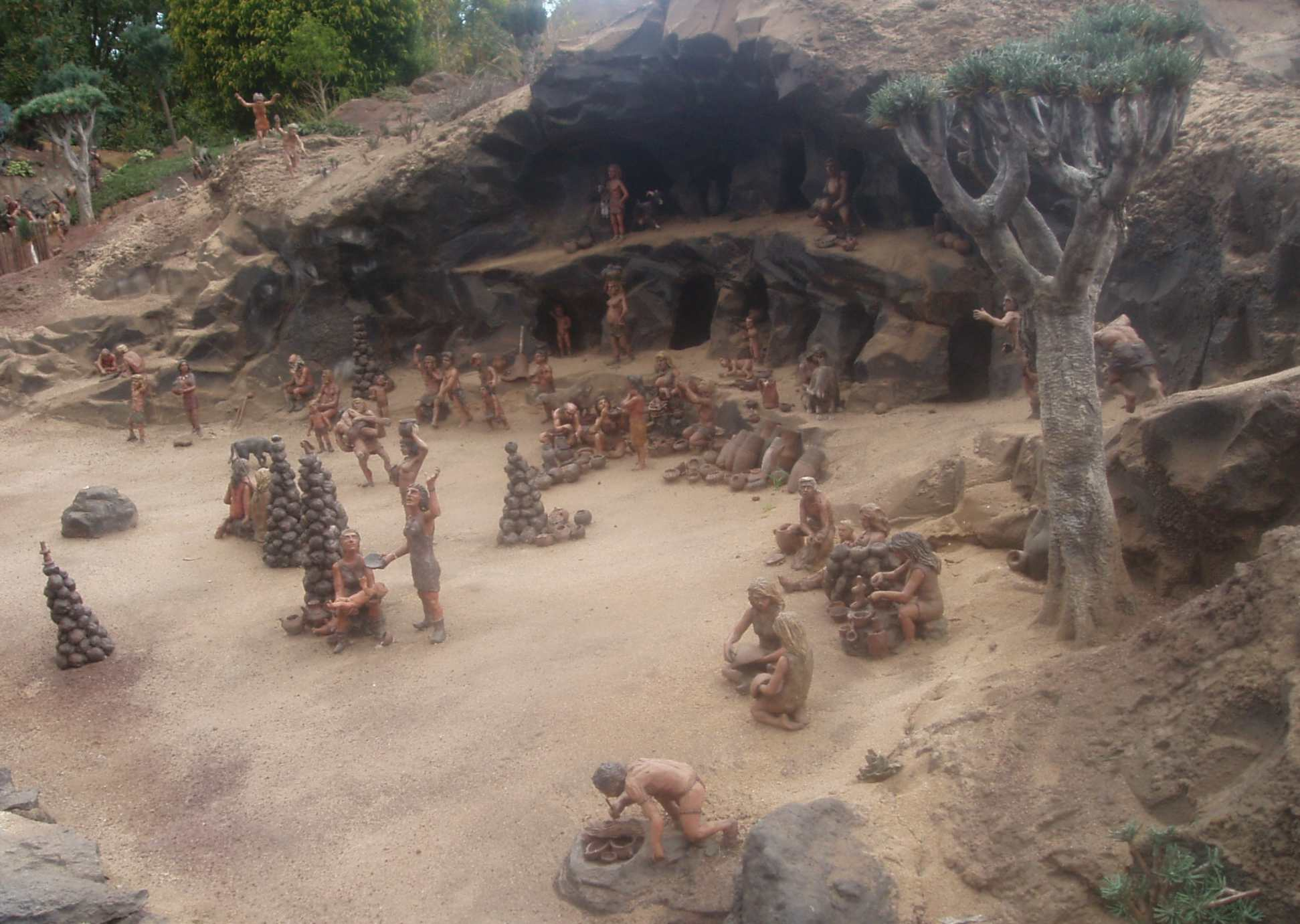
Reproducció d'un poblat guanxe

Les trobades entre els exploradors i colonitzadors europeus i les poblacions indígenes sovint van desencadenar epidèmies locals d'una extraordinària virulència. Al segle xvi, la verola va causar la mort de tota la població indígena de guanxe de les Illes Canàries. El 1518, la meitat de la població nativa de la Hispaniola va morir a causa de la verola. La malaltia també va arrsar Mèxic durant la dècada del 1520, matant 150.000 asteques només a Tenochtitlán, inclòs l'emperador. El mateix succeí al Perú en la dècada del 1530, i la mortalitat que causà facilità la conquesta dels espanyols. A Mèxic, el xarampió va matar dos milions d'asteques l'any 1600. Durant el 1618 i el 1619, la verola va acabar amb 90% dels nadius americans de Massachusetts Bay. Durant la dècada del 1770, la verola va matar com a mínim el 30% dels nadius americans del Nord-oest del Pacífic. Les epidèmies de verola dels anys 1780-1782 i 1837-1838 portaren la devastació i la despoblació dràstica entre els indis de les praderies. Alguns especialistes creuen que la mort de fins al 95% de la població indígena del Nou Món va ser provocada per malalties del Vell Món, com la verola, el xarampió i la grip. Durant segles, els europeus havien desenvolupat un alt grau d'immunitat a aquestes malalties, mentre que els pobles indígenes no tenien generades les defenses corporals.

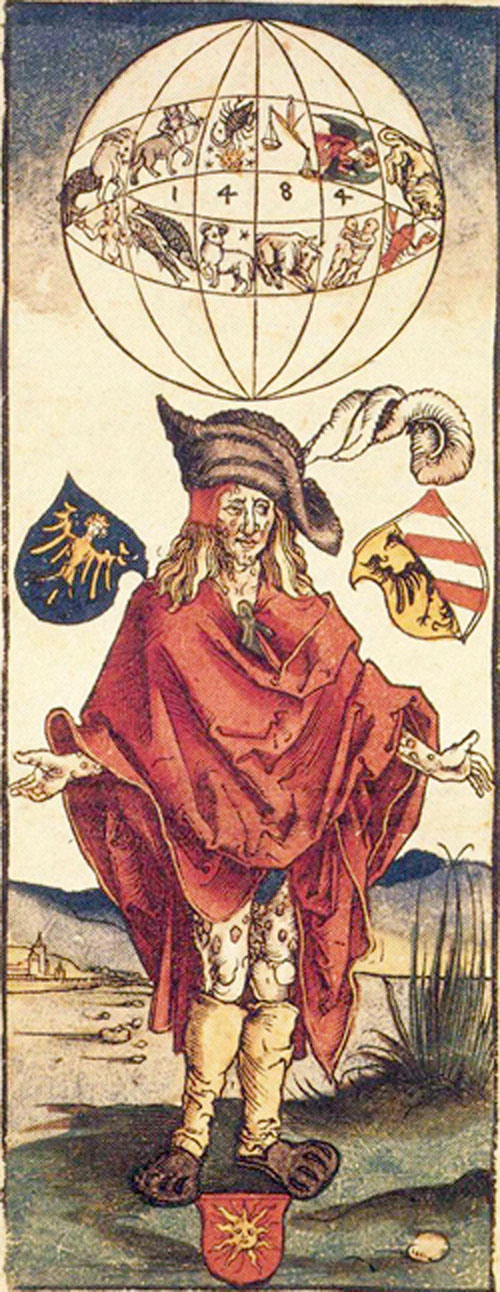
La sífilis segons Durer

La verola va devastar la població nativa d'Austràlia, matant al voltant del 50% d'aborígens australians durant els primers anys de la colonització britànica. També va matar molts maoris de Nova Zelanda. Entre el 1848 i 1849, s'estima que entre uns 40.000 i uns 150.000 hawaians van morir a causa del xarampió, la tos ferina i la grip. Les malalties introduïdes, especialment la verola, gairebé extermina la població nativa de l'illa de Pasqua. El 1875, el xarampió va matar més de 40.000 habitants de les illes Fiji, aproximadament un terç de la població. La malaltia també va delmar la població de les illes Andaman. La població ainu va disminuir dràsticament al llarg del segle xix, degut en gran part a les malalties infeccioses portades per colons japonesos arribats a Hokkaido.
Els investigadors van concloure que la sífilis va arribar a Europa des del Nou Món després dels viatges de Cristòbal Colom. Les conclusions van indicar que els europeus podrien haver portat el bacteri tropical, que ni era veneri en origen, però que els organismes podien haver mutat a una forma més mortal amb les condicions diferents d'Europa. La malaltia sovint va ser fatal. La sífilis va ser una causa important de mort a Europa durant el Renaixement. Entre 1602 i 1796, l'East India Company va enviar gairebé un milió d'europeus a treballar a l'Àsia. En última instància, menys d'un terç arribaren a poder tornar a Europa; la majoria van morir a causa de malalties. La malaltia va matar més soldats britànics a l'Índia que la mateixa guerra. Entre 1736 i 1834 només un 10% dels funcionaris de les Índies Orientals van sobreviure.
El 1803, la corona espanyola va organitzar una missió, l'expedició Balmis, per al transport de la vacuna contra la verola a les colònies espanyoles, i es van establir programes de vacunació massiva. El 1832, el govern federal dels Estats Units va establir un programa de vacunació contra la verola per als nadius americans. A partir del començament del segle xx, l'eliminació o control de malalties en els països tropicals es va convertir en una necessitat, en una força motriu de totes les potències colonials. L'epidèmia de la malaltia de la son a l'Àfrica va ser controlada gràcies a equips mòbils que sistemàticament detectaven milions de persones en risc. Durant el segle xx, el món va tenir el major increment en la seva població de tota la història de la humanitat a causa de la disminució de la taxa de mortalitat a molts països, fonamentalment a causa dels avenços sanitaris. La població mundial ha crescut en 1,6 milions de persones des de 1900, amb una xifra que a començaments del segle XXI s'estima en uns 6,7 milions de persones.

## Pandèmies actuals

El llaç vermell és el símbol de la lluita contra la SIDA

La Síndrome d'Immunodeficiència Adquirida (SIDA) és una malaltia del sistema immunològic humà causat pel virus de la immunodeficiència humana (VIH). Actua provocant una reducció progressiva de l'eficàcia del sistema immunològic i deixa els individus susceptibles a les infeccions oportunistes i a tumors. El VIH es transmet per contacte directe d'una membrana mucosa o la sang amb un líquid corporal que conté el VIH, com ara sang, semen, fluix vaginal, líquid preseminal, i la llet materna. Aquesta transmissió pot ser per via anal, vaginal o oral, per transfusió de sang, xeringues brutes, per l'intercanvi entre la mare i el nadó durant l'embaràs, el part, la lactància materna o una altra tipus d'exposició a un dels líquids corporals.
El SIDA és una pandèmia. El 2007, s'estimava que 33,2 milions de persones vivien amb la malaltia a escala mundial, i que la SIDA va matar uns 2,1 milions de persones, inclosos 330.000 nens. Més de tres quartes parts d'aquestes morts van tenir lloc, a l'Àfrica subsahariana, s'endarrerí el creixement econòmic i la destrucció de capital humà.
Els estudis genètics indiquen que el VIH es va originar a l'oest de l'Àfrica central a finals del XIX o principis del segle xx. la SIDA va ser reconeguda pels Centres dels EEUUA per al Control i la Prevenció el 1981 i la seva causa, el VIH, identificats en el principis de 1980.

Informació mundial d'incidències de la grip A: morts (negra), casos confirmats (vermell), casos sospitosos (groc), cap cas (gris).

La pandèmia de grip A (H1N1) del 2009, ha estat causada per una variant de l'influenzavirus A, d'origen porcí (subtipus H1N1), conegut oficialment per l'Organització Mundial de la Salut (OMS) com Virus H1N1/09 Pandémica. Aquesta nova soca viral és coneguda com a grip porcina (nom donat inicialment), grip nord-americana (proposat per l'Organització Mundial de Sanitat Animal), i nova grip (proposada per la Unió Europea), noms que han estat objecte de diverses controvèrsies. El 30 d'abril de 2009 l'Organització Mundial de la Salut va decidir denominar-grip A (H1N1). Aquesta és una descripció del virus en què la lletra A designa la família dels virus de la grip humana i de la d'alguns animals com porcs i aus, i les lletres H i N (hemaglutinina i neuraminidasa) corresponen a les proteïnes.
L'origen de la infecció és una variant de la soca H1N1, amb material genètic provinent d'una soca aviària, dues soques porcines i una humana, que va patir una mutació i va fer un salt entre espècies (o heterocontagi) dels porcs als humans, i contagiant de persona a persona. Segons experts (com el cap del Departament de Microbiologia de l'Hospital Mount Sinai de Toronto, el doctor Donald Low), està encara per confirmar la relació entre el virus de la grip porcina H1N1 i el dels casos confirmats a Mèxic.
L'11 de juny de 2009 l'Organització Mundial de la Salut (OMS) la va classificar com de nivell d'alerta sis; és a dir, pandèmia actualment en curs que involucra l'aparició de brots comunitaris (ocasionats localment sense la presència d'una persona infectada provinent de la regió del brot inicial). Aquest nivell d'alerta no defineix la gravetat de la malaltia produïda pel virus, sinó la seva extensió geogràfica. La taxa de letalitat de la malaltia que inicialment va ser alta, ha passat a ser baixa en iniciar els tractaments antivirals als quals és sensible, però la futura evolució del virus és impredictible, com constata la directora general de l'OMS Margaret Chan el 4 de maig, ja que "pot ser que en un mes aquest virus desaparegui, pot ser que es quedi com està o pot ser que s'agreugi."

## Coronavirus
Al 2020, està afectant el món sencer i deixant molt morts i contagiats.

## Futures pandèmies
Al febrer de 2004, el virus de la grip del pollastre va ser detectat en porcs en Vietnam, incrementant els temors que emergissin noves variants de les soques. Es tem que si el virus de la grip del pollastre sofreix una mutació antigènica amb un virus de la grip humana, el nou subtipus creat podria ser molt contagiós i molt letal en humans. Tal subtipus podria causar una pandèmia de grip de proporcions mundials, similar a la "grip espanyola". L'11 de juny de 2009 la directora de l'OMS, Margaret Chan, va declarar el màxim nivell d'alerta (fase 6) davant la facilitat d'expansió del virus H1N1 (la nova grip altrament Brot de grip porcina de 2009) més que no pas per la seva mortalitat, que és relativament baixa, (del 0,5%). En el moment d'aquesta declaració la pandèmia havia afectat a 74 països i a 29.000 persones (114 de les quals van morir). Aquesta és la primera pandèmia del segle xxi.